# Deutsches Weinbaumuseum

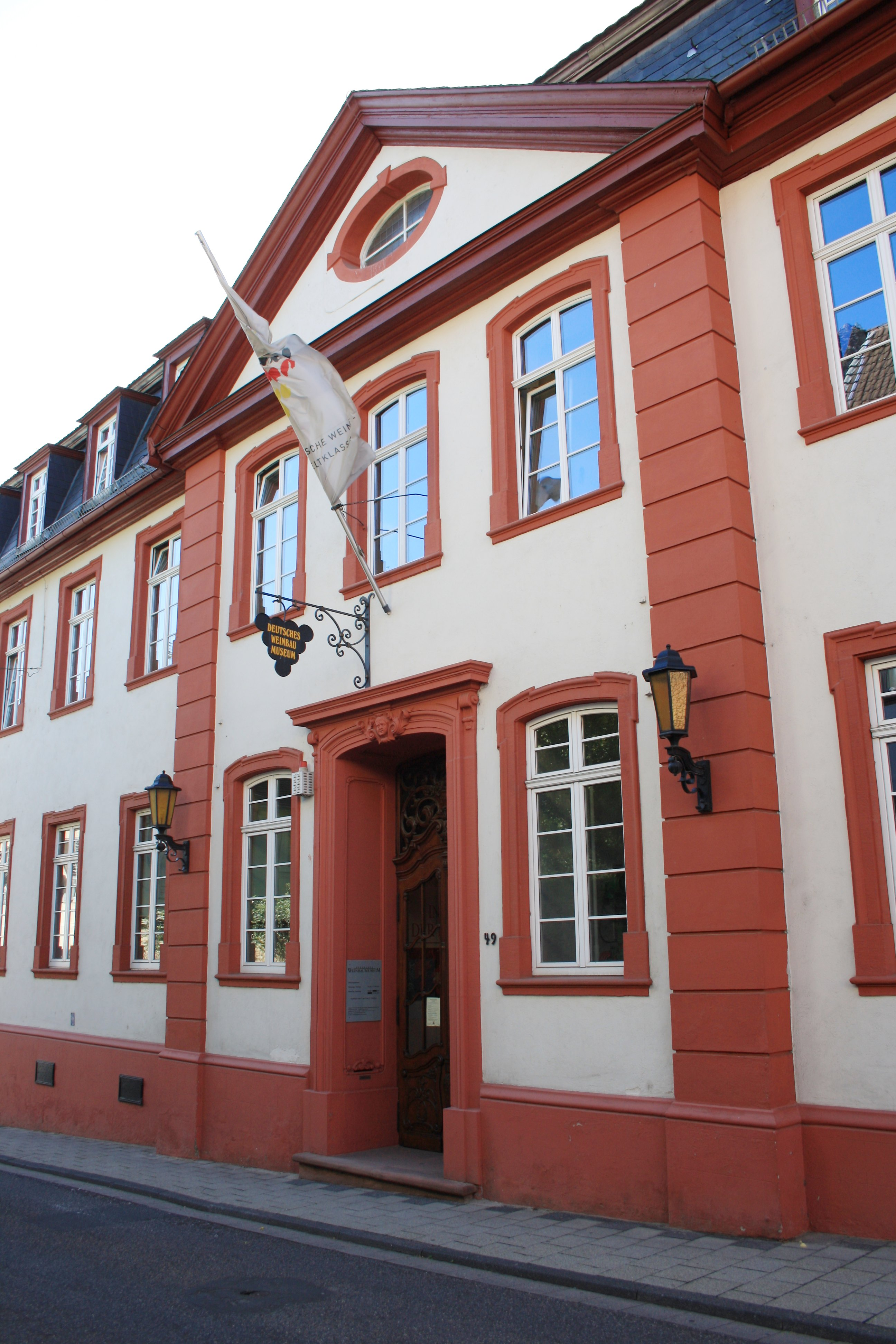
Deutsches Weinbaumuseum Front

Das Deutsche Weinbaumuseum ist ein überregionales deutsches Museum in Oppenheim und zeigt Ausstellungsstücke aus allen 13 deutschen Weinanbaugebieten für Qualitätswein. Es liegt am Rande der Oppenheimer Altstadt. 

## Geschichte
Die Initiative zur Gründung des Museums im Jahre 1978 entstand in der rheinhessischen Kleinstadt selbst, es wird vom Verein des Freunde und Förderer des Deutschen Weinbaumuseum als finanziellem und ideellem Träger getragen. Mitinitiator war Oskar Foltyn, der 1980 bis 1990 der erste Leiter des Museums war. Die Eröffnung des Museums fand am 20. Juni 1980 statt.

## Gebäude
Das Weinbaumuseum ist im ehemaligen Deutschherrenhaus, auch historisches Zivilhospital, der späteren Volkshochschule, untergebracht. Das elfachsige Gebäude wurde 1746 erbaut und zeichnet sich durch eine elegant zurückhaltende klassizistische Formensprache aus, die sich an den frühen französischen Barockstil anlehnt. Es verfügt über zwei Vollgeschosse und ein Mansardwalmdach. Der dreiachsige Mittelrisalit ist mit einem Dreiecksgiebel (Frontispiz) bekrönt und hebt sich nur durch die Bossenquadergliederung ab.
Seit Jahrhunderten spielt die Rebe in Oppenheim eine herausragende Rolle. Die Lage im Rheintal, umgeben von Weinbergen, rundet die Kombination von Innen- und Außenanlagen ab. 
5000 m² Ausstellungsfläche, verteilt auf drei Geschosse im spätbarocken Gebäude, ein Nebenhaus und zwei große Freilandflächen zeigen 2000 Jahre Weinbaukultur in Deutschland.

## Exponate
Anzucht, Anbau und Schutz der Rebe, Darstellung der Kelter- und Abfüllmethoden von der Antike bis heute sowie die mit dem Weinbau verbundenen Handwerke (wie Küfer und Glasbläser) finden eine liebevolle und detailgetreue Präsentation. Exponate der Weinbaugeschichte geben einen Einblick in die technische Entwicklung des Weinbaus, z. B. durch Geräte zur Bodenbearbeitung, Ernte und Weinbereitung.
Die Sammlung an Bodenbearbeitungsgeräten, z. B. Hacken und Karsten (Erdharke), Holzpflügen und Spezialgeräten umfasst 700 Exemplare.
Die Sammlung zur Reberziehung zeigt Unterlagsreben, Rebveredelung, Modelle zur Reberziehung, Rebmesser und Rebernährung.
Der Bereich Rebschutz umfasst Rebkrankheiten, Biozide, alte und neue Rebbehandlungsmittel, sowie eine komplette Sammlung tragbarer und fahrbarer Weinbergsspritzen und Stäubgeräte. Historische Traktoren ab dem Jahr 1917 ergänzen diesen Teil.
Historische Trinkgefäße und Weinbehälter aus zwei Jahrtausenden – Keramik-, Amphoren-, Steinzeug-, Glas- und Zinngefäße sind zu sehen.
Die Baum-, Spindel- (1721–1920) und andere Keltermodelle vermitteln einen Eindruck dieser Weinpressen. Die älteste Kelter im Oppenheimer Weinbaumuseum stammt von der Flonheimer Geistermühle. 
Im Fachbereich Önologie werden originale Mostwaagen aus der Offizin des Erfinders Ferdinand Oechsle gezeigt. Eine vollständig eingerichtete Küferei erzählt vom künstlerischen Handwerk der Fassschnitzer für die Weinlagerung. Originalwerkzeuge aus dem 18. und 19. Jahrhundert und verzierte Weinfässer um 1900 können gesehen werden. Es werden Weinpumpen, Weinflaschen und Korken präsentiert.
Gezeigt wird auch eine Korkenziehersammlung mit über 2400 Exemplaren, z. B. Stangen-, Gewinde-, Hebel-, Gelenk- und Gliederkorkenziehern in verschiedenen Farbgebungen und Größenordnungen, abgerundet durch skurrile Werbeanfertigungen und Sonderformen.
Historische fotografische Aufnahmen von Winzern aus der Umgebung von Oppenheim runden das Bild ab.
Eine Gesamtschau von mehr als 4000 Exponaten aus einer Auswahl aus 150.000 verfügbaren Objekten, sowie Informations- und Bildtafeln, die thematisch nahezu sämtliche Bereiche von der Rebe bis zum Wein betreffen, wie Fässer, Gläser, Handwerkzeug, Spritzen, Etiketten, Pumpen, Weinflaschen, Korkenziehersammlung, Weinabfüllgeräte, Entwicklung der Weinfiltration, Mausefallensammlung, Traktoren, Keltern geben einen Einblick für den weininteressierten Laien, wie auch den historisch interessierten Winzer.